# Lhermittova–Duclosova nemoc
Lhermittova–Duclosova nemoc je extrémně raritní dysplastický gangliocytom mozečku. Je popsáno 222 případů, nejčastěji mezi 30–40. rokem věku. Pravděpodobně se jedná o hamartom, vyskytuje se obvykle jako součást Cowdenova syndromu. Název nemoci pochází od Jeana Lhermitteho a Paula Duclose, kteří v roce 1920 nádor poprvé popsali.

## Léčba
Kompletní odstranění není většinou možné vzhledem k povaze lokace, ani není nutné.